# Pedro Manfredini
Pedro Waldemar Manfredini (ur. 7 sierpnia 1935 w Maipu de Mendoza, zm. 21 stycznia 2019) – argentyński piłkarz grający na pozycji napastnika.

## Kariera piłkarska
Manfredini piłkarską karierę rozpoczął w klubie Racing Club de Avellaneda wywodzącego się z dzielnicy Avellaneda w Buenos Aires. W wieku 19 lat zadebiutował w jego barwach w Primera División i z czasem stał się podstawowym zawodnikiem zespołu. Jedynym sukcesem Pedro w zespole Racingu było zdobycie w 1958 roku mistrzostwa Argentyny.
Latem 1959 Manfredini przeszedł do włoskiej AS Romy. W Serie A zadebiutował 11 października w przegranym 1:3 wyjazdowym meczu z Fiorentiną. W Romie od początku sezonu zaczął grać w wyjściowej jedenastce, a w sezonie 1959/1960 był najlepszym strzelcem zespołu zdobywając 15 goli. W sezonie 1960/1961 Pedro zdobył ich 20 plasując się na 4. miejscu w lidze. Największym sukcesem było jednak wywalczenie Pucharu Miast Targowych. Sam stał się bohaterem finałowych potyczek z Birmingham City, a zwłaszcza w pierwszym meczu w Birmingham, gdy zdobył dwa gole dla swojej drużyny. W sezonie 1961/1962 znów był najlepszym strzelcem Romy - 14 goli, a w sezonie 1962/1963 wywalczył tytuł króla strzelców Serie A (19 trafień), jako trzeci gracz „giallorossich” w historii. Zdobył też Puchar Włoch. W 1966 roku odszedł z Romy i został piłkarzem Brescii Calcio, gdzie grał przez rok. Latem 1967 przeszedł do SSC Venezia, z którą po sezonie spadł z ligi. Przez kolejny sezon grał w Serie B i ostatecznie w 1968 roku zakończył piłkarską karierę w wieku 33 lat.
| Sezon   | Klub                      | Kraj      | Rozgrywki         | Mecze | Bramki |
| ------- | ------------------------- | --------- | ----------------- | ----- | ------ |
| 1954/55 | Racing Club de Avellaneda | Argentyna | Primera División  | ?     | ?      |
| 1955/56 | Racing Club de Avellaneda | Argentyna | Primera División  | ?     | ?      |
| 1956/57 | Racing Club de Avellaneda | Argentyna | Primera División  | ?     | ?      |
| 1957/58 | Racing Club de Avellaneda | Argentyna | Primera División  | ?     | ?      |
| 1958/59 | Racing Club de Avellaneda | Argentyna | Primera División  | ?     | ?      |
| 1959/60 | AS Roma                   | Włochy    | Serie A           | 24    | 16     |
| 1960/61 | AS Roma                   | Włochy    | Serie A           | 31    | 20     |
| 1961/62 | AS Roma                   | Włochy    | Serie A           | 22    | 14     |
| 1962/63 | AS Roma                   | Włochy    | Serie A           | 25    | 19     |
| 1963/64 | AS Roma                   | Włochy    | Serie A           | 15    | 5      |
| 1964/65 | AS Roma                   | Włochy    | Serie A           | 13    | 3      |
| 1965/66 | Brescia Calcio            | Włochy    | Serie A           | 8     | 1      |
| 1966/67 | SSC Venezia               | Włochy    | Serie A           | 14    | 3      |
| 1967/68 | SSC Venezia               | Włochy    | Serie B           | 9     | 1      |
|         |                           |           | Łącznie w Serie A | 152   | 81     |